# Talavera la Real
Talavera la Real – gmina w Hiszpanii, w prowincji Badajoz, w Estramadurze, o powierzchni 61,5 km². W 2011 roku gmina liczyła 5603 mieszkańców.